# Măgura Ilvei
Măgura Ilvei – wieś w Rumunii, w okręgu Bistrița-Năsăud, w gminie Măgura Ilvei. W 2011 roku liczyła 1428 mieszkańców.